# إينيس ن. بالمر
إينيس ن. بالمر (بالإنجليزية: Innis N. Palmer)‏ هو ضابط أمريكي، ولد في 30 مارس 1824 في بوفالو في الولايات المتحدة، وتوفي في 10 سبتمبر 1900 في تشيفي تشايس ‏ في الولايات المتحدة.